# 小平市立小平第二中学校
小平市立小平第二中学校（こだいらしりつ こだいらだいにちゅうがっこう）は、東京都小平市小川東町一丁目にある公立の中学校である。

## 校区
- 小川町2丁目（西武多摩湖線以西）
- 栄町2・3丁目
- 小川西町1～5丁目
- 小川東町1～5丁目

## 沿革
- 1957年（昭和32年）11月1日 - 開校

## 学校教育目標
- 自ら考え　正しく判断し　積極的に実践する人間
- 明るく健康で　情操豊かな人間
- 社会の一員として　協力し　向上につとめる人間
- 相手の人格や立場を尊重する人間

## アクセス
- 西武国分寺線・西武拝島線小川駅東口から徒歩5分

## 著名な卒業生
- 大林素子（元バレーボール選手、八王子実践高等学校へ進学）
- 栗山英樹（元プロ野球選手→スポーツキャスター。現在はプロ野球北海道日本ハムファイターズ監督）
- 湯浅誠
- 川田龍平
- 小野寺裕介（元バドミントン選手。日本ユニシス（現・BIPROGY）所属。2022年に引退し同チームのコーチ就任）
- 小野寺雅之（バドミントン選手。BIPROGY所属。小野寺裕介の実弟）